# Rejectaria palindia
Rejectaria palindia là một loài bướm đêm trong họ Noctuidae.